# 네가티비쿠테스강
네가티비쿠테스강(영어: Negativicutes)은 후벽균문에 속하는 세균의 강으로 그 구성원은 대부분의 다른 후벽균문의 구성원들과는 달리 그람 음성으로 염색되는 지질다당류의 외막이 있는 독특한 세포벽을 가지고 있다. 이웃한 여러 클로스트리디움강(피르미쿠테 세균)도 그람 음성으로 염색되지만, 네가티비쿠테스강의 비정상적인 이중막 구조를 담당하는 단백질은 실제로 프로테오박테리아(슈도모나도타)에서 수평적 유전자 이동으로 획득했을 수도 있다. 네가티비쿠테스강에서 이중의 세포외막의 기원을 확인하기 위해서는 추가적인 연구가 필요하다.

## 같이 보기
- 세균 목의 목록
- 세균 속의 목록
- 후벽균문